# European Fusion Development Agreement
Het European Fusion Development Agreement (EFDA) is een samenwerkingsverband tussen Euratom en kernfusieonderzoeksinstellingen in landen uit de EU en Zwitserland. EFDA overkoepelt de programma's Joint European Torus (JET) en International Thermonuclear Experimental Reactor (ITER), die onderzoek doen naar de opwekking van  fusie-energie. Fusie-energie wordt gezien als de energiebron van de toekomst: duurzaam, milieuvriendelijk en veilig.